# 王之栋 (1883年)
王之栋（1883年—1961年），字楠伯，号梦岩，笔名蛰农、孟言，男，奉天绥中人。晚清附生。北京大学农学院教授。中央文史研究馆馆员。

## 生平
京师大学堂优级师范馆毕业，经学部奏奖师范科举人。后入北京大学农科农艺学系，1913年毕业。历任北京大学农学院教授，吉林财政厅秘书、吉林中日合办海林采木公司主任秘书、北洋政府农工部农林司司长、吉长铁路管理局兼吉敦铁路工程局秘书、吉林省政府建设厅主任秘书、河北省政府秘书署理武清县县长、河北省立农科职业学校教务主任、北京大学农学院教务主任等职。1952年11月被聘为中央文史研究馆馆员。1961年5月2日病故，终年78岁。

## 家庭
弟弟4人。
- 二弟：王之楌
- 三弟：王之相
- 四弟：王之枢
- 五弟：王之樾

子女6人。
- 长子：（名字不详），北大教授；
- 次子：王觉，北京发电厂工程师；
- 三子：王林；
- 长女：王慧，北京大学毕业，早年病故；
- 次女：王芹（又名勤），1922年出生，中国共产党党员，革命家，记者；
- 三女：王芬。